# Limnonectes doriae
Limnonectes doriae és una espècie de granota que viu a l'Índia, Malàisia, Myanmar i Tailàndia.
Està amenaçada d'extinció per la pèrdua del seu hàbitat natural.